# 스티브 조던
스티브 조던(영어: Steve Jordan, 1957년 1월 14일 ~ )은 미국의 드러머, 작곡가, 음반 프로듀서로, 그의 생애의 많은 부분을 스튜디오 음악가로 보냈다. 1970년대와 80년대에 그는 텔레비전 쇼인 《새터데이 나이트 라이브》와 《데이비드 레터먼의 레이트 나이트》의 밴드 멤버였다. 80년대 초 스티브 조던은 스티브 칸 밴드의 멤버였으며, 앤서니 잭슨과 함께 베이스를, 마놀로 바드레나는 타악기를 연주했다. 2005년에는 존 메이어 트리오의 멤버가 되었다.